# Flaviens
Les Flaviens sont une dynastie d'empereurs romains issus de la gens Flavii, qui ont régné de 69 à 96 sur l'Empire romain : Vespasien (69 à 79), Titus (79 à 81) et  Domitien (81 à 96).
Les Flaviens parviennent au pouvoir en 69, lors de la première guerre civile depuis le début du règne d'Auguste, connue sous le nom d'« Année des quatre empereurs ».
Après la chute de Galba puis d'Othon, Vitellius parvient au trône impérial dans le courant de l'année 69. Sa prétention au trône est rapidement contestée par des légions stationnées dans les provinces de l'Est, qui déclarent leur commandant Vespasien empereur à sa place. La seconde bataille de Bedriacum fait pencher la balance de manière décisive en faveur des forces de Vespasien, qui entre dans Rome le 20 décembre. Le lendemain, le sénat romain le déclare officiellement empereur, inaugurant ainsi la dynastie flavienne. Bien que la dynastie ait assez peu duré, plusieurs événements historiques, économiques et militaires significatifs ont eu lieu au cours du règne des Flaviens.
Il revient à ces empereurs de remettre de l'ordre dans les finances de l'État, épuisées par Néron et ses fastes, ainsi que d'effacer les séquelles de l'année qui vient de s'écouler.
Vespasien se montre tout à fait à la hauteur de sa tâche. Sous son règne la révolte de la Judée est écrasée, les caisses de l'État sont de nouveau pleines et les destructions liées à la guerre civile réparées. Signe de la bonne santé économique de l'Empire romain, c'est également sous cette dynastie qu'est érigé le Colisée, le monument antique probablement le plus impressionnant à subsister aujourd'hui.
Le principe d'hérédité de cette monarchie qui ne dit pas son nom n'est pas remis en cause. Dès le début, Vespasien associe au trône ses deux fils Titus et Domitien, sous le titre de César. Ces trois hommes monopolisent le consulat ordinaire, sous le règne de Vespasien, et ses fils continuent durant leur règne à s'attribuer plus que de coutume le prestigieux consulat.
Sous Vespasien, le statut du Prince se trouve réglementé par une loi dite lex de imperio Vespasiani, qui précise les pouvoirs de l'empereur, sortant du flou voulu par Auguste et contribuant à faire du Prince non plus un homme exceptionnellement revêtu de plusieurs pouvoirs mais un magistrat du peuple romain.
Une autre évolution se dessine avec Vespasien. En choisissant comme dies imperii (c'est-à-dire jour anniversaire de son entrée en fonction) le jour de son acclamation par l'armée, il légitime la désignation de l'empereur par l'armée. Auparavant, le Sénat investissait l'empereur de ses pouvoirs et, particulièrement, de son imperium. Le dies imperii correspondait donc à cette prise de pouvoir. Vespasien, en agissant autrement, ouvre la porte à une désignation de l'empereur par l'armée seule. Sous la dynastie suivante des Antonins, le Sénat n'est plus qu'une chambre d'enregistrement et, par la suite, son rôle ne cesse de diminuer.

## Fondations

### Histoire familiale

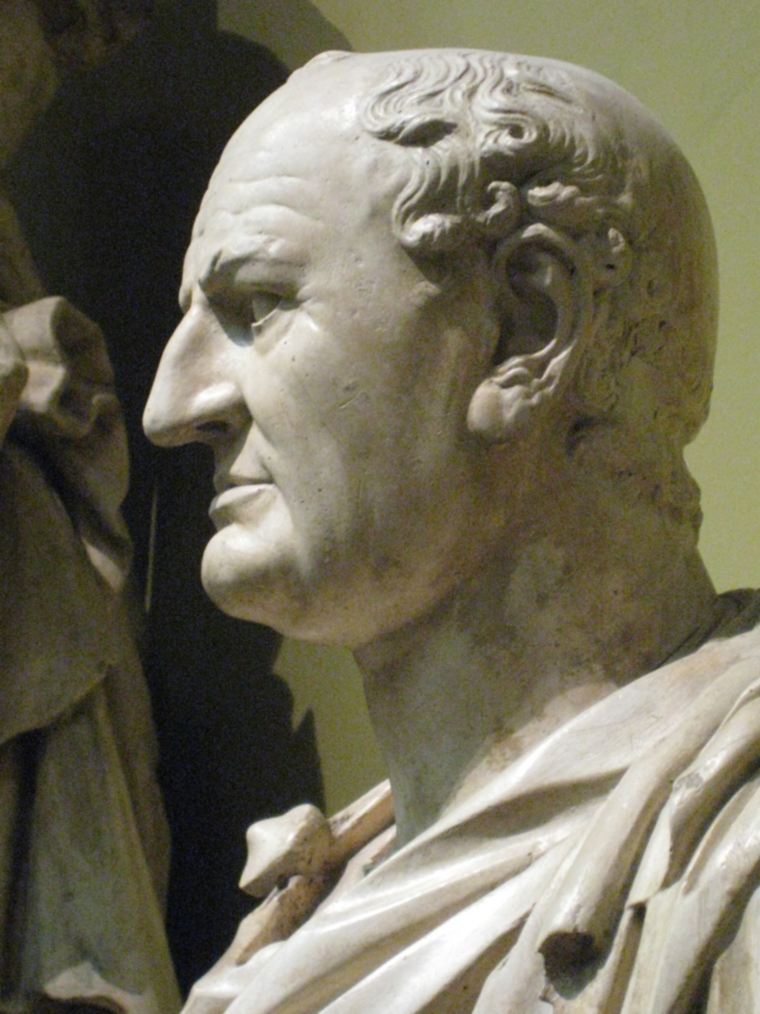
Buste de Vespasien, Musée des Beaux-Arts Pouchkine, Moscou.

Les décennies de guerre civile du Ier siècle av. J.-C. avaient grandement contribué à la disparition de la vieille aristocratie romaine, progressivement remplacée par une nouvelle noblesse italienne lors la première partie du Ier siècle. Les Flaviens, ou gens Flavia, est l'une de ces familles qui passe d'une relative obscurité à une position notable en seulement quatre générations, acquérant richesse et hauts statuts, sous les empereurs de la dynastie des Julio-Claudiens. Grand-père de Vespasien, Titus Flavius Petro, avait servi comme centurion sous Pompée pendant la guerre civile de César. Sa carrière militaire s'acheva par une disgrâce lorsqu'il fuit le combat lors de la bataille de Pharsale en 48 avant notre ère. Cependant, Petro réussit à améliorer sa condition en se donnant pour femme la fortunée Tertulla, dont la richesse garantit l'ascension sociale de leur fils Titus Flavius Sabinus I. Sabinus s'enrichit et obtient probablement le statut équestre grâce à ses charges de publicain dans la province d'Asie et de banquier en Helvétie. En épousant Vespasia Polla, il s'allie à l'une des gens patricienne les plus prestigieuses, les Vespasia, en veillant à l'ascension de ses fils Titus Flavius Sabinus II et Vespasien au rang sénatorial.
Vers 38, Vespasien épouse Domitilla l'Aînée, fille du chevalier Ferentium. De cette union naissent deux fils, Titus Flavius Vespasien (né en 39) et  Titus Flavius Domitien (né en 51), et une fille, Domitilla (née en 45).
La  carrière politique de Vespasien inclut les magistratures de questeur, d'édile et de préteur, avant d'atteindre le  consulat en 51, année de naissance de Domitien. En tant que commandant militaire, il acquit une notoriété rapide en participant à l'invasion romaine en Grande-Bretagne de 43.
Cependant, les sources antiques soutiennent que la gens Flavia connu l'indigence, au moment de l'éducation de Domitien, allant jusqu'à prétendre que Vespasien était tombé en disgrâce, sous le règne des empereurs Caligula (37-41) et Néron (54-68). L'historiographie moderne a réfuté ces allégations, suggérant que ces éléments biographiques ont été diffusés ultérieurement sous la domination flavienne dans le cadre d'une littérature de propagande visant à minimiser le succès de la gens sous les empereurs les moins recommandables de la dynastie julio-claudienne, et d'appuyer ses actions sous le règne de l'empereur Claude (41-54) et son fils Britannicus.
De toute évidence, la faveur impériale pour les Flaviens est importante les années 40 et 60. Alors que Titus reçoit une éducation en compagnie de Britannicus, Vespasien  poursuit une brillante carrière politique et militaire. Après une longue période de retraite durant les années 50, il retourne à la fonction publique, sous Néron, siégeant en tant que proconsul de la province d'Afrique en 63, et accompagne l'empereur lors d'une tournée officielle en Grèce en 66.

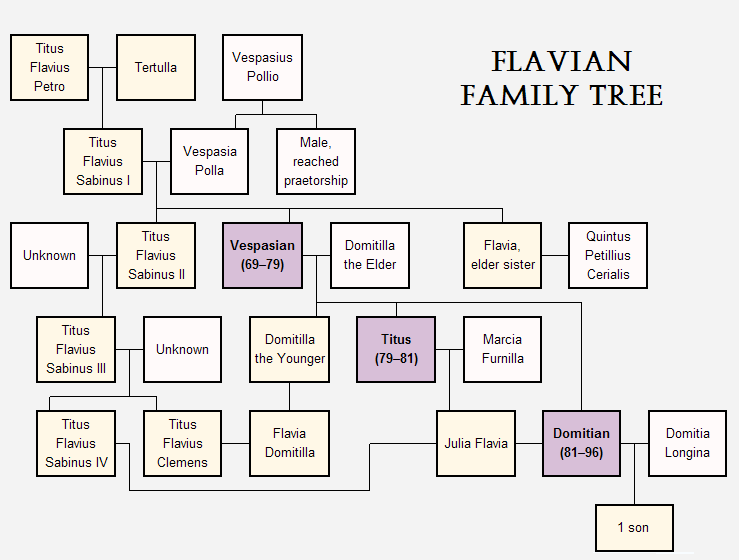
Arbre généalogique des Flaviens.

De 57 à 59, Titus occupe la magistrature de tribun militaire en Germanie et sert plus tard en Britannia. Sa première femme, Arrecina Tertulla, décède deux ans après leur mariage, en 65. Titus prend en secondes noces la fille d'une famille plus renommée, Marcia Furnilla. Cependant, la famille Marcia est étroitement liée au milieu d'opposition à l'empereur Néron. Barea Soranos son oncle et sa fille Servilia ont été parmi ceux qui ont péri après l'infructueuse conjuration de Pison en 65. Certains historiens modernes avancent que la raison du divorce de Titus est à chercher dans les liens que sa belle-famille entretient avec cette conspiration. Il ne reprit jamais d'épouse. Titus semble avoir eu plusieurs filles, au moins une d'elles de son union avec Marcia Furnilla. La seule enfant connue à avoir survécu à l'âge adulte est Julia Flavia, peut-être fille d'Arrecina, dont la mère a également été nommée Julia. Au cours de cette période, Titus exerce également des activités juridiques et obtient le rang de questeur.

### L'accession au pouvoir
Néron est déchu en 68, sa dynastie s’éteint. Il s'ensuit une guerre pour le trône, avec des successions rapides d'empereurs durant l'année 69 : Galba, Othon, Vitellius et Vespasien. Vespasien est le seul à rester au pouvoir. D'origine modeste, Vespasien doit légitimer son principat, qui n'est plus légitimé du prestige de la naissance. Pour cela, l'empereur utilise des titres nouveaux et se présente comme étant dans la succession républicaine (Voir l'entrée de Titus dans Rome). Il rétablit à Rome l'hérédité de son titre, dans la tradition césarienne. Le culte des empereurs est alors le symbole de la continuité et de la légitimité.
Vespasien augmente le nombre des membres du Sénat, augmente et généralise ensuite les impôts, et renforce les frontières de l’empire. Il restitue les temples sacrés à Rome, et fait construire le forum de la Paix de 71 à 75, sur lequel il place un temple de la Paix.
Le règne de son fils Titus est bref (79-81) mais populaire. Domitien lui succède et lutte contre les sénateurs, instaure des impôts  sur les bâtiments somptueux, les jeux et les spectacles, et augmente la solde des militaires. Il divinise ses prédécesseurs par un temple qui leur est consacré, et construit le palais Flavien. Son assassinat met fin à son despotisme entre 89 et 96. La dynastie des Antonins succède aux Flaviens.

## Les membres de la dynastie

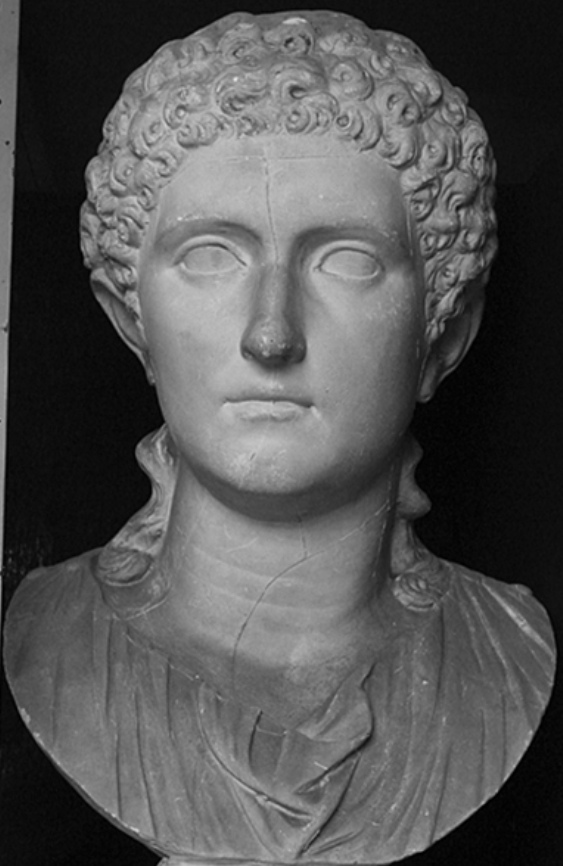
Flavia Domitilla Major
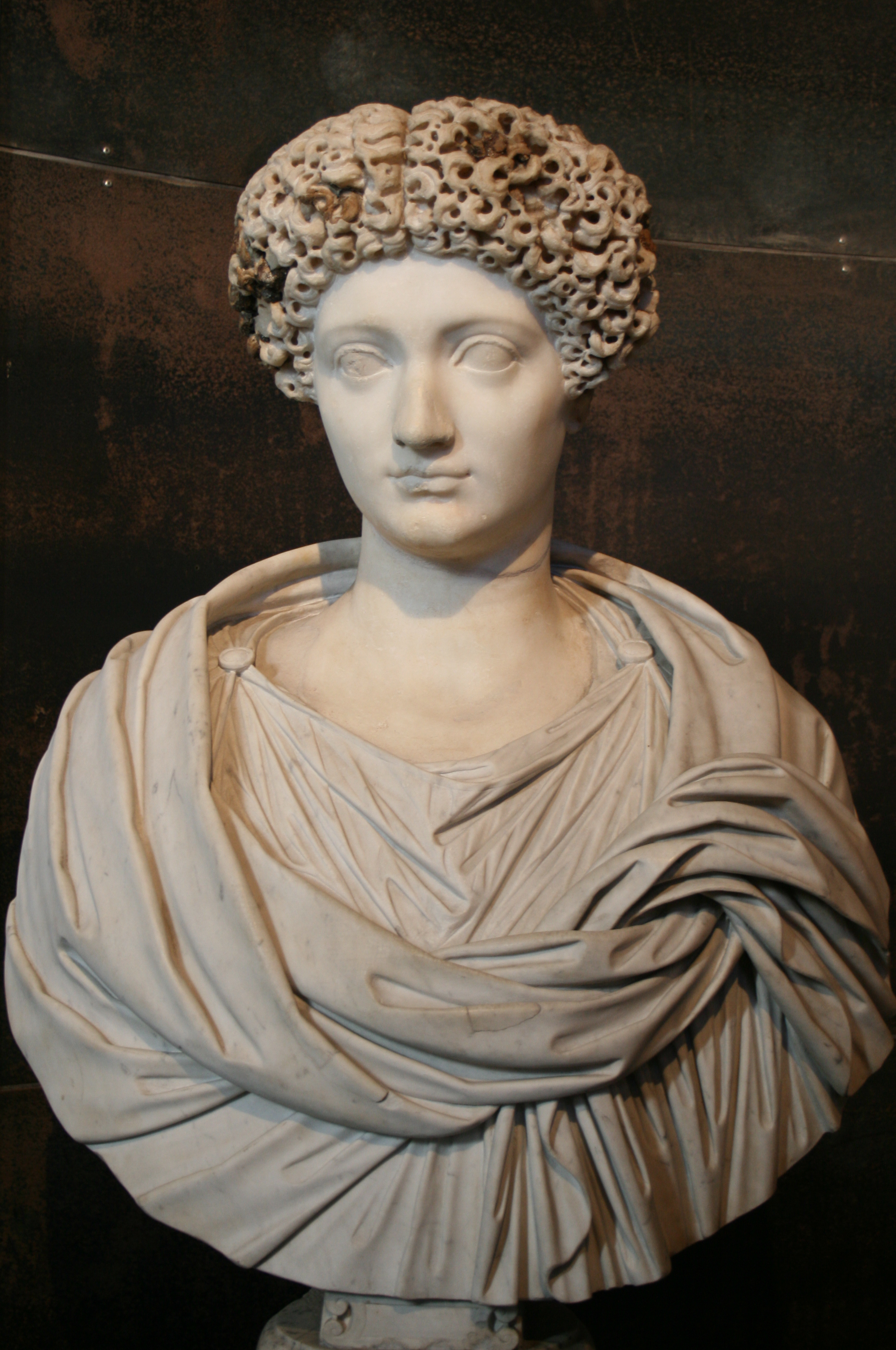
Julia Titi, Julia fille de Titus

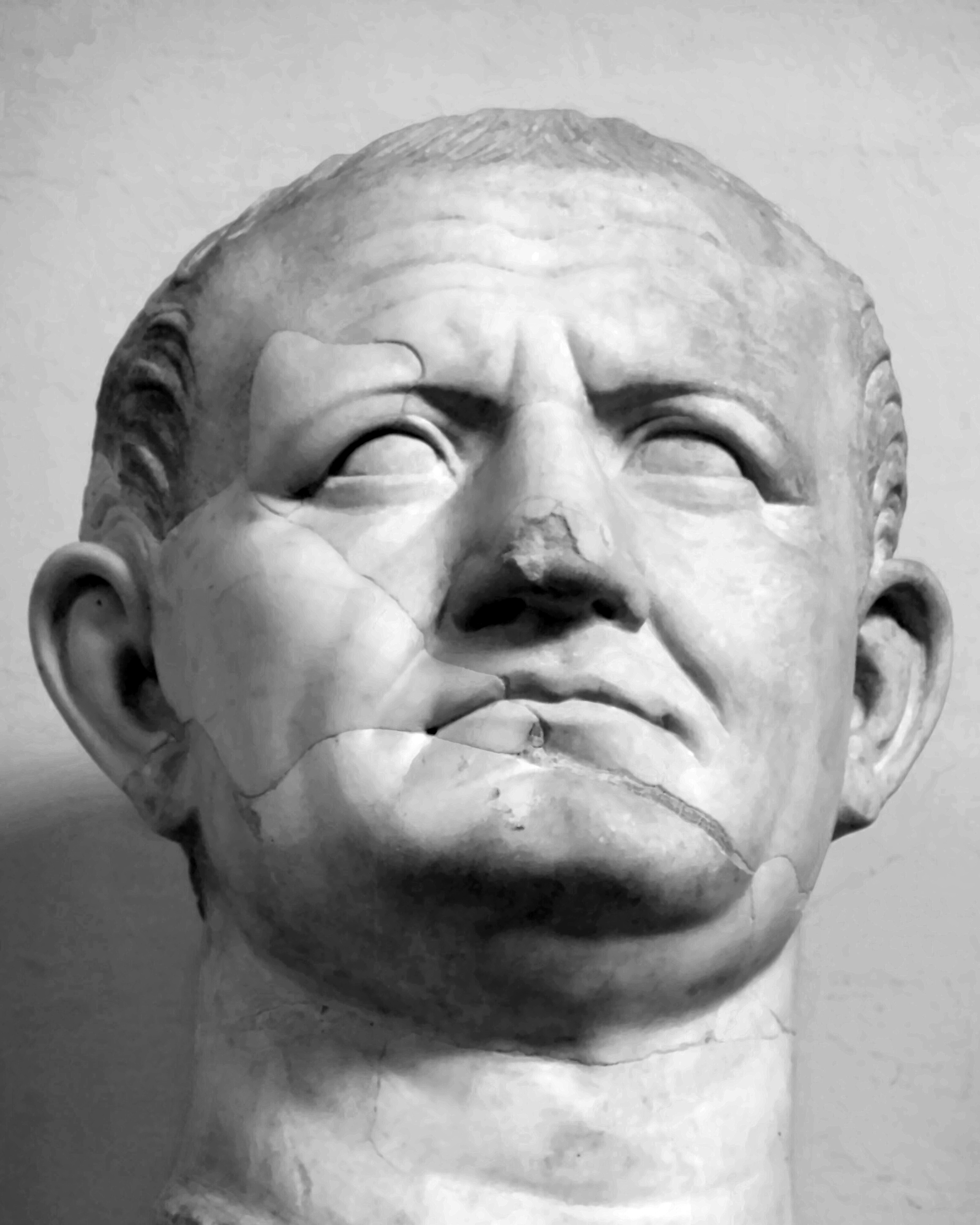
Vespasien
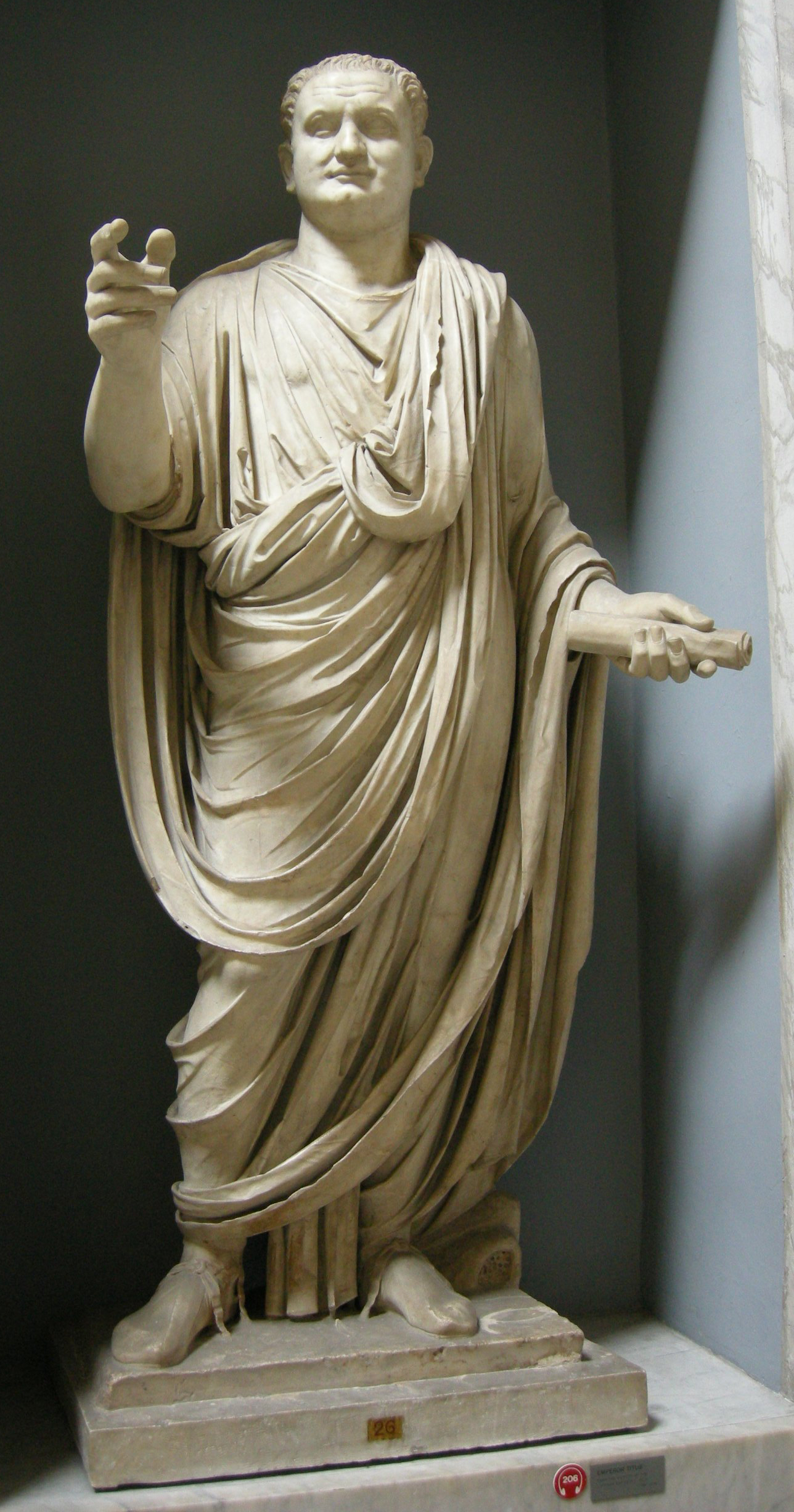
Titus
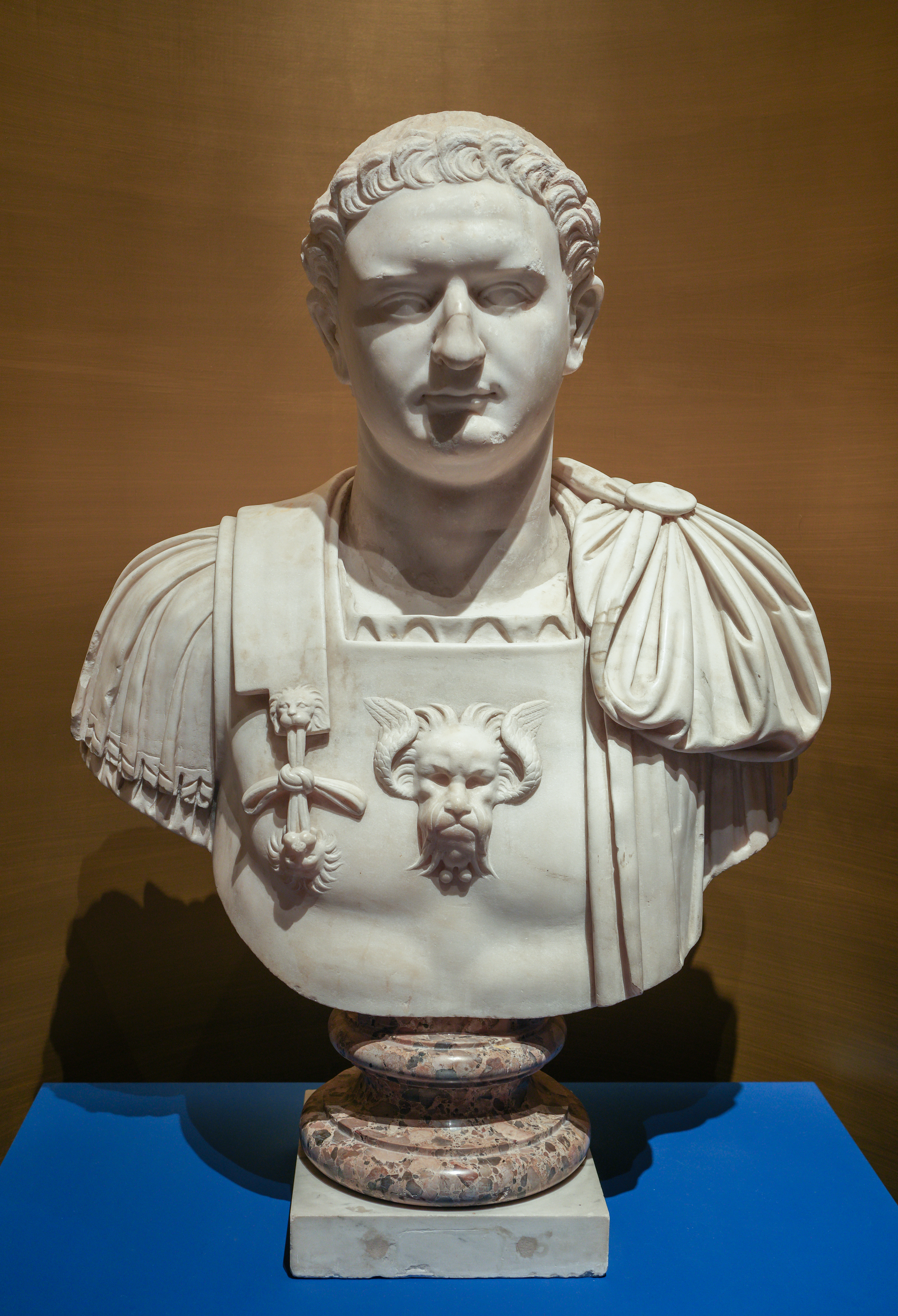
Domitien

### Vespasien
- Vespasien

### Titus
- Titus

### Domitien
- Domitien

## Administration

### Principes de gouvernement
Depuis la chute de la République, l'autorité du Sénat romain s'était largement érodée sous le système de gouvernement quasi-monarchique établi par Auguste, connu sous le nom de Principat. Le Principat permettait l'existence d'un régime dictatorial de facto, tout en maintenant le cadre formel de la République romaine. La plupart des empereurs maintenaient l’apparence de la démocratie, et en retour le Sénat reconnaissait implicitement le statut de monarque de facto de l'empereur. La guerre civile de 69 avait clairement montré que le pouvoir réel dans l'Empire résidait dans le contrôle de l'armée. Au moment où Vespasien fut proclamé empereur à Rome, tout espoir de restaurer la République s'était dissipé depuis longtemps.
L'approche flavienne du gouvernement était une approche d'exclusion à la fois implicite et explicite. Lorsque Vespasien revient à Rome au milieu de l'année 70, il entreprend immédiatement une série d'efforts pour consolider son pouvoir et prévenir de futures révoltes. Il offre des cadeaux à l'armée et renvoie ou punit les soldats fidèles à Vitellius. Il restructure également les ordres sénatorial et équestre, éliminant ses ennemis et nommant ses alliés. Le contrôle de l'exécutif était largement distribué entre les membres de sa famille. Ceux qui n’en faisaient pas partie sont pratiquement exclus des fonctions publiques importantes, même ceux qui avaient été parmi les premiers soutiens de Vespasien pendant la guerre civile. Mucianus disparaît lentement des archives historiques au cours de cette période, et on pense qu'il est mort entre 75 et 77. L'intention de Vespasien de fonder une dynastie durable pour gouverner l'Empire romain se lit de façon évidente dans les pouvoirs qu'il confère à son fils aîné Titus. Titus partagea le pouvoir tribunicien avec son père, reçut sept consulats, la censure et, ce qui est peut-être le plus remarquable, se vit confier le commandement de la Garde prétorienne. Comme Titus agissait effectivement en tant que co-empereur avec son père, aucun changement abrupt dans la politique flavienne ne se produisit pendant son bref règne de 79 à 81.
L'approche du gouvernement de Domitien était moins subtile que celle de son père et de son frère. Une fois empereur, il se débarrassa rapidement de la façade républicaine et transforma plus ou moins formellement son gouvernement en la monarchie de droit divin qu'il croyait incarner. En déplaçant le centre du pouvoir à la cour impériale, Domitien rendit ouvertement obsolètes les pouvoirs du Sénat. Il s'impliqua personnellement dans toutes les branches de l'administration : des édits régissent les moindres détails de la vie quotidienne et de la loi, tandis que la fiscalité et la morale publique sont rigoureusement appliquées. Néanmoins, Domitien fait des concessions à l'opinion sénatoriale. Alors que son père et son frère avaient pratiquement exclu les non-Flaviens des fonctions publiques, Domitien favorisa rarement les membres de sa propre famille dans la distribution des postes stratégiques, admettant un nombre étonnamment élevé de provinciaux et d'opposants potentiels au poste de consuls, et affectant des hommes de l'ordre équestre à la direction de la bureaucratie impériale.

### Réformes financières
L'un des premiers actes de Vespasien en tant qu'empereur fut de mettre en œuvre une réforme fiscale afin de restaurer le trésor épuisé de l'Empire. Après l'arrivée de Vespasien à Rome au milieu de l'année 70, Mucianus continua à faire pression sur Vespasien pour qu'il collecte autant d'impôts que possible, remettant en place les anciens et en en instituant de nouveaux. Mucianus et Vespasien augmentèrent le tribut des provinces, et gardèrent un œil vigilant sur les fonctionnaires du trésor. Le proverbe latin « Pecunia non olet» ("L'argent ne sent pas") pourrait avoir été créé lorsque Vespasien introduisit une taxe sur l'urine dans les toilettes publiques.
Lors de son accession au pouvoir, Domitien réévalua la monnaie romaine au niveau qu’elle connaissait sous Auguste, augmentant la teneur en argent du denier de 12 %. Une crise imminente en 85 obligea cependant à une dévaluation, ce qui l’établissait au même niveau qu’en 65, sous Néron, mais ce niveau était encore supérieur à celui que Vespasien et Titus avaient maintenu pendant leur règne, et la politique fiscale rigoureuse de Domitien permit de maintenir ce standard pendant les onze années suivantes. Les types de pièces de cette époque présentent un degré de qualité très constant, notamment une attention méticuleuse portée à la titulature de Domitien, et un travail artistique exceptionnellement raffiné sur les portraits au revers.
Jones estime le revenu annuel de Domitien à plus de 1 200 millions de sesterces, dont plus d'un tiers devait vraisemblablement être consacré à l'entretien de l'armée romaine. L'autre grand poste de dépenses était constitué par le vaste programme de reconstruction de la ville de Rome elle-même.